# 戈特斯加伯
戈特斯加伯是德国梅克伦堡-前波莫瑞州的一个市镇。总面积22.24平方公里，总人口797人，其中男性399人，女性398人（2011年12月31日），人口密度36人/平方公里。